# Enrico Schnabel
Enrico Schnabel (* 13. Januar 1974 in Dresden) ist ein ehemaliger deutscher Ruderer, der vier Medaillen bei Weltmeisterschaften gewann.

## Sportliche Karriere
Enrico Schnabel war 1992 Juniorenweltmeister im Vierer mit Steuermann. 1993 gewann Schnabel mit dem Achter Silber bei den U23-Weltmeisterschaften, 1994 erhielt er die Goldmedaille. Bei den Weltmeisterschaften 1995 belegte Schnabel mit dem Vierer mit Steuermann den vierten Platz. 1997 ruderte Schnabel im Deutschland-Achter, bei den Weltmeisterschaften erreichte das Boot den fünften Platz. Nachdem der Achter im Ruder-Weltcup 1998 wie schon 1997 in Luzern siegreich war, gelang bei den Weltmeisterschaften 1998 in Köln wieder ein Medaillengewinn. Hinter dem US-Achter erhielten die deutschen Ruderer die Silbermedaille. 1999 ruderte Schnabel mit Jörg Dießner und Steuermann Felix Erdmann im Zweier mit Steuermann und gewann in dieser nichtolympischen Bootsklasse ebenfalls eine Silbermedaille.
2001 trat Enrico Schnabel wieder mit dem Deutschland-Achter an und erhielt bei den Weltmeisterschaften in Luzern die Bronzemedaille hinter den Booten aus Rumänien und Kroatien. Im Ruder-Weltcup belegte der deutsche Achter 2002 zweimal den ersten Platz und unterlag nur in Luzern gegen den US-Achter. Bei den Weltmeisterschaften in Sevilla siegten die Kanadier vor dem Deutschland-Achter und dem US-Achter. 2003 gewann der deutsche Achter erneut zwei Weltcupregatten und belegte in Luzern den zweiten Platz, bei den Weltmeisterschaften in Mailand kam der deutsche Achter als sechstes Boot ins Ziel. Bei den Olympischen Spielen 2004 in Athen verpasste der deutsche Achter als Vierter die Bronzemedaille um vier Sekunden.
Der 1,96 m große Enrico Schnabel vom Dresdner RC gewann bei den Deutschen Meisterschaften 1996 im Zweier ohne Steuermann, von 1997 bis 2001 fünfmal in Folge bei den Deutschen Meisterschaften im Achter, 2002 siegte er im Zweier mit Steuermann und 2003 und 2004 kamen zwei weitere Titel im Achter hinzu.